# 예천 임씨
예천 임씨(醴泉林氏)는 경상북도 예천군을 본관으로 하는 한국의 성씨이다.

## 역사
시조 임춘(林椿)이 1170년(고려 의종 24년) 정중부의 난이 일어나자 예천(醴泉)으로 피신하여 곤궁하게 지냈다. 이인로(李仁老)·오세재(吳世才)·조통(趙通)·황보항(皇甫抗)·함순(咸淳)·이담지(李湛之)와 죽림고회(竹林高會)를 결성하여 강좌칠현(江左七賢)으로 활동하였다. 저서로 『서하선생집(西河先生集)』 6권이 있다.

## 문화재
- 송하재사